# Jim Glennon
Jim Glennon (* 7. Juli 1953 in Skerries, County Dublin, Irland) ist ein früherer irischer Politiker der Fianna Fáil und ein früherer Rugbyspieler und -trainer.

## Biografie
Jim Glennon wurde im County Tipperary ausgebildet. Er spielte in der Rugby-Nationalauswahl 1987. Bei den Weltmeisterschaften scheiterte das Team im Viertelfinale. Später wurde er Trainer für das Leinster Senior Team.
Bei einer Nachwahl im Juni 2000 für den Seanad Éireann rückte er auf der Industrie- und Gewerbeliste in das Oberhaus ein. Bei den Wahlen zum Dáil Éireann 2002 konnte er für den Wahlkreis Dublin North einen Sitz erringen. Er erklärte jedoch 2006, dass er schon bei den Wahlen zum Dáil Éireann 2007 nicht mehr antreten würde. 2007 war er TV-Experte für den Rugby-World Cup.